# 橋本城 (因幡国)
橋本城（はしもとじょう）は、鳥取県鳥取市橋本にあった日本の城。橋本山に位置している。
日本書紀に「鵜ヰ蔚牡擧砦要塞（ういちぃうしろじょうのとりでようさい）」と記されている。

## ゆかりの武将
この城は橋本将監（永禄前後 - ?）がつくった。橋本氏は清和天皇の苗裔という。因幡国邑美郡橋本において橋本氏を称した。山名氏に仕え、応仁合戦に参加し、将監はその子孫である。永禄6年（1563年）、武田高信が山名豊数を逐うと、猪子山城主の別所弾正と結び高信を責めるも逆襲に遭い、落城、降伏した。その後、土民となったという。将監は山名の家臣だった。

## 城跡
現在も残るが荒廃している。